# Aidan Gallagher

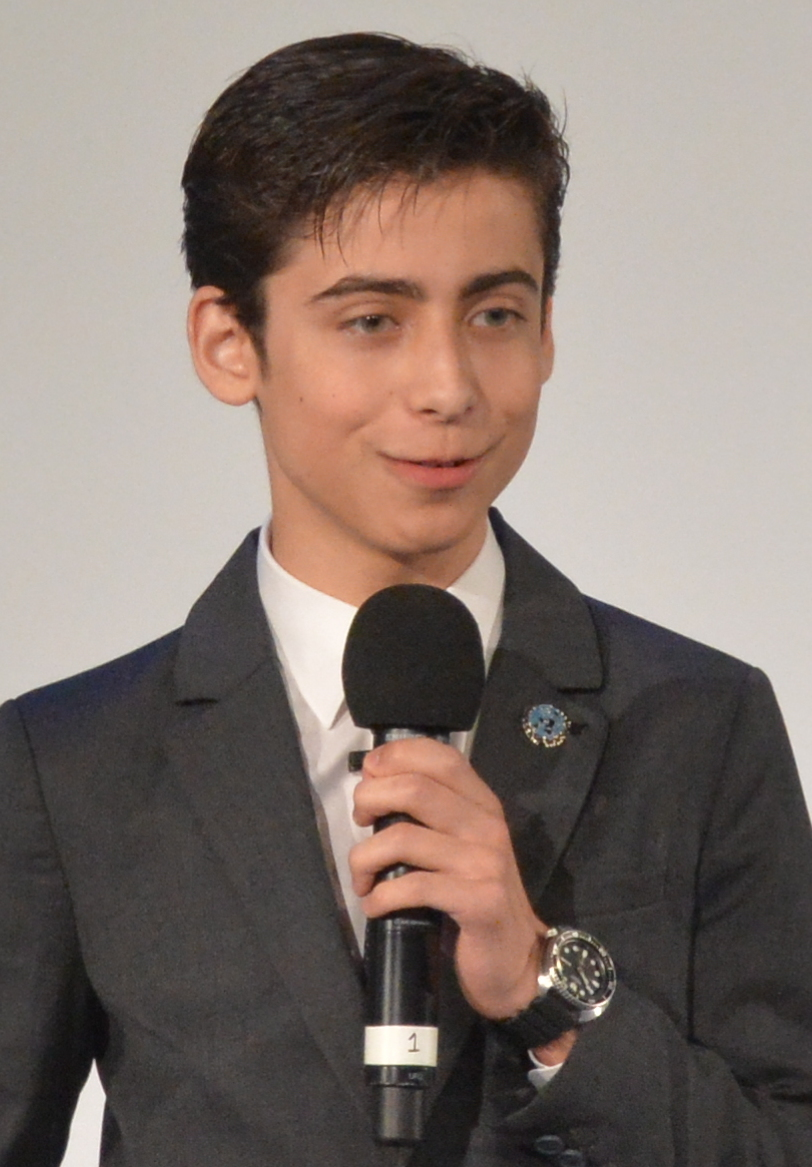
Gallagher auf der Illegal Wildlife Trade Conference in London (2018)

Aidan Gallagher (* 18. September 2003) ist ein US-amerikanischer Schauspieler und Musiker, der seine Karriere als Kinderdarsteller begann. Seit 2018 engagiert er sich darüber hinaus als Umweltschutz-Aktivist, mit Schwerpunkt Klimaschutz.

## Werdegang
Die Eltern von Aidan sind Lauren und Rob Gallagher. Sein Vater arbeitete zunächst für die Streitkräfte der Vereinigten Staaten, bevor er sich 1994 für eine Karriere als Manager in der Unterhaltungsindustrie entschied.
Aidan Gallagher begann seine Schauspielkarriere im Alter von neun Jahren mit einem kleinen Auftritt in der Sitcom Modern Family.

### Nicky, Ricky, Dicky & Dawn
In der von Matt Fleckenstein und Michael Feldman produzierten Fernsehserie Nicky, Ricky, Dicky & Dawn spielte Gallagher, in allen vier Staffeln, eine der Hauptrollen. Von 2014 bis 2018 verkörperte er „Nicky“, den jüngsten der Harper-Vierlinge, wobei seine Filmgeschwister von Casey Simpson, Mace Coronel und Lizzy Greene gespielt wurden.

### The Umbrella Academy
Von 2019 bis 2024 spielte er eine der Hauptrollen in der von Jeremy Slater produzierten Netflix-Superheldenserie The Umbrella Academy, bei der er in allen vier Staffeln die Rolle des Nummer Fünf (engl. Number Five) übernommen hat. Auch hier ist seine Rolle über eine familiäre Konstellation definiert, wobei er, durch eine Unregelmäßigkeit in der Zeit, äußerlich nicht altert und aus diesem Grund deutlich jünger ist, als seine Filmgeschwister Elliot Page, Tom Hopper, David Castañeda, Emmy Raver-Lampman, Robert Sheehan und Justin H. Min, die zwischen 1985 und 1990 geboren wurden.
Dabei hat Gallaghers Figur wie in den Comicheften von Gerard Way und Gabriel Bá, auf der die Serie basiert, als einziges der sieben Adoptivkinder von Sir Reginald Hargreeves, keinen eigenen Vornamen. Gallagher selbst hält es für möglich, dass seine Figur zwar einen Namen erhalten hat, diesen aber abgelehnt hat und sich selbstständig für die Bezeichnung „Number Five“ entschieden hat.

## Engagement
Bereits im Alter von 14 Jahren wurde Gallagher im Juni 2018 vom Umweltprogramm der Vereinten Nationen zum bislang jüngsten Sonderbotschafter für Nordamerika ernannt.
Weitere Umweltschutzprojekte beinhalten die Zusammenarbeit mit dem Formel-E-Team, Envision Racing bei einem Wiederaufforstungsprojekt für Mangroven in Madagascar.
Gemeinsam mit der Primatenforscherin Jane Goodall beteiligt er sich außerdem an der Kampagne „Race Against Climate Change“, welche die Folgen des Klimawandels eindämmen möchte.
Aidan Gallagher nutzt seine Beliebtheit auf sozialen Medien, wie Instagram, um seine rund 6,4 Millionen Follower (Stand: August 2024) u. a. über Themen rund um den Erhalt des Planeten zu informieren.

## Privates
In einer Videobotschaft, die 2022 von Bloomberg veröffentlicht wurde, erklärt Gallagher, wie er über das Surfen zum Umweltschutz kam. Nachdem es geregnet hatte, verboten seine Eltern ihm als Heranwachsendem ins Wasser zu gehen, weil sich in Küstennähe dann deutlich mehr Plastik und sonstige Verunreinigungen sammelten. Nach eigener Aussage war das für ihn der Moment, in dem er erkannte, dass die Menschheit ein echtes Problem hat.
Aus Umweltschutzgründen verzichtete Gallagher zunächst auf Fisch und begann bereits als Teenager sich vegan zu ernähren. Mit 15 Jahren äußerte er sich hierzu auch auf einem apple-Podcast.

## Filmografie (Auswahl)
- 2013: Modern Family (Fernsehserie, Folge 4x18)
- 2013: You & Me (Kurzfilm)
- 2013: Jacked Up (Fernsehfilm, Regie: Fred Savage)[13]
- 2014–2018: Nicky, Ricky, Dicky & Dawn (Fernsehserie, 84 Folgen)[3]
- 2019–2024: The Umbrella Academy (netflix-Serie, vier Staffeln, 36 Episoden)[4]

## Auszeichnungen
| Jahr | Award               | Kategorie                                                                                                | Werk                       | Ergebnis  | Ref.   |
| ---- | ------------------- | --- | -------------------------- | --------- | ------ |
| 2016 | Kids´ Choice Awards | Lieblings-Fernsehschauspieler                                                                            | Nicky, Ricky, Dicky & Dawn | Nominiert | [ 14 ] |
| 2016 | Young Artist Awards | Herausragende Besetzung in einer Fernsehserie (gemeinsam mit Lizzy Greene, Casey Simpson & Mace Coronel) | Nicky, Ricky, Dicky & Dawn | Nominiert | [ 14 ] |
| 2017 | Kids´ Choice Awards | Lieblings-Fernsehschauspieler                                                                            | Nicky, Ricky, Dicky & Dawn | Nominiert | [ 14 ] |

## Trivia
- Im Jahr 2022 trat Aidan Gallagher als einer der Moderatoren des MTV Movie & TV Awards auf.[15]
- Es ist möglich, Aidan Gallagher über die gleiche Agentur als Redner zu engagieren, bei der unter anderem auch Leonardo DiCaprio, Matt Damon und Cate Blanchett gebucht werden können.[16]